# Stomylomyia aegyptiaca
Stomylomyia aegyptiaca är en tvåvingeart som beskrevs av Mario Bezzi 1925. Stomylomyia aegyptiaca ingår i släktet Stomylomyia och familjen svävflugor.
Artens utbredningsområde är Egypten. Inga underarter finns listade i Catalogue of Life.